# جوزيف تي. فيتزباتريك
جوزيف تي. فيتزباتريك هو سياسي أمريكي، ولد في 1 يونيو 1929 في نورفولك في الولايات المتحدة، وتوفي في 12 يوليو 2006. نشط حزبياً في الحزب الديمقراطي. وقد انتخب عضو مجلس ولاية فرجينيا ‏.